# Patrick Neate
Patrick Neate (Londra, 24 ottobre 1970) è uno scrittore, sceneggiatore e giornalista britannico.

## Biografia
Nato a Londra nel 1970, vive e lavora tra il Sudafrica e la città natale.
Ha studiato alla St Paul's School di Londra e si è laureato all'Università di Cambridge.
Ha esordito nella narrativa nel 2000 con Musungu Jim e in seguito ha pubblicato altri 4 romanzi e due opere di saggistica.
Insegnante, giornalista freelance e sceneggiatore, ha ottenuto numerosi premi letterari tra i quali si segnala un National Book Critics Circle Award nel 2004 per il saggio sulla cultura Hip-Hop Where You're At.

## Opere principali

### Romanzi
- Musungu Jim (2000)
- Twelve Bar Blues (2001)
- London Pigeon Wars (2004)
- La città delle piccole luci (City of Tiny Lights, 2006), Roma, Fanucci, 2008 traduzione di Simona Fefé ISBN 978-88-347-1331-0.
- Jerusalem (2010)

### Saggi
- Where You're At: Notes From the Frontline of a Hip-Hop Planet (2004)
- Culture Is Our Weapon: Making Music and Changing Lives in Rio de Janeiro con Damian Platt (2006)

## Filmografia

### Sceneggiatore
- The Tesseract, regia dei Fratelli Pang (2003)
- City of Tiny Lights, regia di Pete Travis (2016)

## Premi e riconoscimenti
- Betty Trask Award: vincitore nel 2001 con Musungu Jim[6]
- Costa Book Awards: vincitore nel 2001 nella categoria "Miglior Romanzo" con Twelve Bar Blues
- Prix de l'inaperçu: vincitore nel 2008 nella categoria "Stranieri" con Twelve Bar Blues
- National Book Critics Circle Award: vincitore nella categoria "Critica" nel 2004 con Where You're At